# Regimiento Provincial de Burgos
El Regimiento Provincial de Burgos, fue  un regimiento de infantería del Ejército de Tierra de España, formaba parte de la Milicia provincial.
No confundir con el homónimo Regimiento de Infantería «Burgos» n.º 36.

## Organización
Como parte de la Milicia Provincial era un cuerpo de infantería de reserva organizado con reclutas sorteados en las ciudades, villas y lugares de la provincia de Burgos. Con una formación militar básica eran movilizados en caso de necesidad para defender la provincia, aunque podían ser desplazados para defender otros territorios.

## Historial
Fue formado, junto a otros 33 regimientos, el 31 de enero de 1734 bajo Real Orden de Felipe V.
Participó, de 1743 a 1748, en las campañas en Italia de la guerra de sucesión austriaca.
En 1808 se encontraba conformado por 34 jefes y oficiales y 577 soldados de tropa, estando desplegado en Jerez de la Frontera con motivo de la Guerra anglo-española (1804-1809).
Iniciada la guerra de la Independencia española pasará a formar parte del Ejército de Andalucía del general Francisco Javier Castaños, teniendo una acción destacada en la Batalla de Bailén. Al año siguiente combatió en Medellín, retirándose después a Cádiz. El 10 de mayo de 1810, al igual que el resto de milicias provinciales, fue declarado cuerpo de línea, uniéndosele los restos del Regimiento Provincial de Écija. El 21 de julio de 1814, concluida la guerra, volvió, junto a los otros 43 regimientos provinciales, a organizarse en forma de regimiento provincial con un único batallón.